# Рудник Блекватер
Рудник Блекватер — колишнє гірничодобувне підприємство на Південному острові Нової Зеландії, в районі міста Рифтон.
В 1905 році виявили рудне тіло «Birthday Reef» (отримало свою назву на честь відкриття у день народження короля). Невдовзі права на його розробку отримала компанія Consolidated Goldfield, яка в 1908-му ввела в дію шахту «Блекватер», що у підсумку досягнула глибини 563 метри. Руда спрямовувалась на фабрику з вилучення золота, преси якої живились гідроенергією річки Сноуі-Рівер (Snowy River).
У 1938-му північніше від першої стала до ладу шахта «Прохібішен» (Prohibition), яка з цього часу стала головною на руднику та досягнула глибини у 879 метрів, що зробило її найглибшою шахтою в історії Нової Зеландії. При цьому «Блекватер» продовжувала діяти та через сполучені виробітки забезпечувала вентиляцію та водовідведення для «Прохібішен». Того ж 1938-го на заміну застарілій запустили нову фабрику з вилучення золота з шаровими дробарнями, втім, вивести її на повну потужність так ніколи й не вдалось.
У 1951-му у Блекватер стався обвал, який призвів до закриття рудника — хоча «Прохібішен» безпосередньо не постраждала, вона не могла діяти самостійно. На цей час близько 40 % запасів «Прохібішен» залишались не вилученими. Обладнання фабрики з вилучення золота демонтували та продали іншим золотодобувним підприємствам країни.
Всього за час існування копальні з неї отримали близько 23 тонн золота.
У наші часи виникли плани відновлення розробки, що має за мету охоплення нижніх горизонтів рудного тіла, яка занурюється у північному напрямку (саме тому глибина «Прохібішен» була більшою за показник першої шахти). Проєкт відомий як «Сноуі-Рівер» та належить компанії Federation Mining. У випадку його реалізації планується спорудження двох транспортних ухилів завдовжки по 3 кілометри, які нададуть доступ до ресурсів у понад 20 тонн золота.